# 中山大学深圳附属学校
中山大学深圳附属学校，是一所位于中国广东省深圳市光明区的九年一贯制学校，涵盖小学与初中两个层级。该校由中山大学与光明区人民政府合办，于2020年9月正式启用。

## 学校概况
中山大学深圳附属学校坐落于光明科学城片区，毗邻中山大学深圳校区和中国科学院深圳理工大学等高等院校和科研机构，总建筑面积约16.1万平方米。该校规划达到132个班的规模，提供学位6180个，将成为深圳市最大的九年一贯制学校。

## 学区
中山大学附属学校首先面向中山大学深圳校区全职在职在编教职工子女（含中山大学附属第七医院职工子女）招生，剩余学位供圳美社区、新羌社区、楼村社区、翠湖社区和迳口社区等五个社区学区内其他适龄儿童、少年积分入学。